# Voie ferrée d'intérêt local
Pour les articles homonymes, voir VFIL.

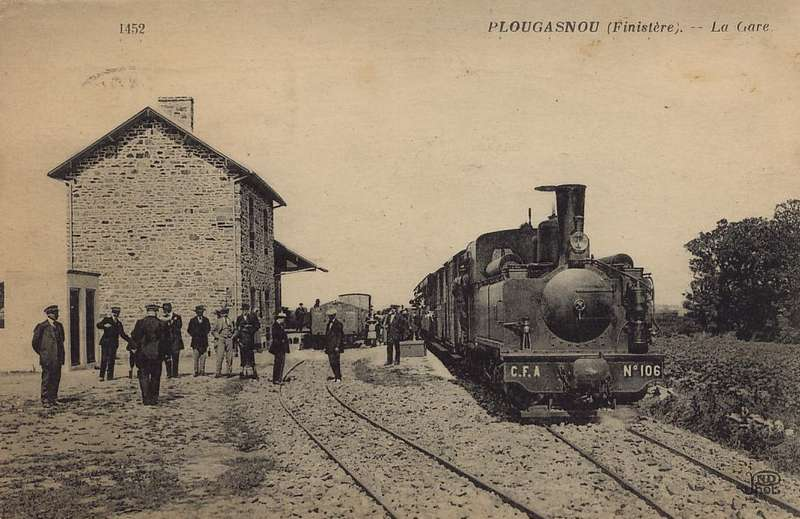
Gare de Plougasnou des Chemins de fer armoricains

Une voie ferrée d'intérêt local (VFIL), dit aussi chemin de fer d'intérêt local (CFIL), est une ligne de chemin de fer secondaire ou de tramway construite par des collectivités locales en France et ses colonies. Desservant des zones rurales peu peuplées qui n'étaient pas irriguées par le réseau d'intérêt général, concessions des grandes Compagnies, ces voies ferrées étaient construites et exploitées à l'économie avec une voie métrique.

## Définition
En France, la voie ferrée d'intérêt local (VFIL) est un chemin de fer secondaire créé et exploité en dehors du Réseau ferré national (RFN), de la compétence des collectivités locales.

## Histoire

### La naissance des VFIL

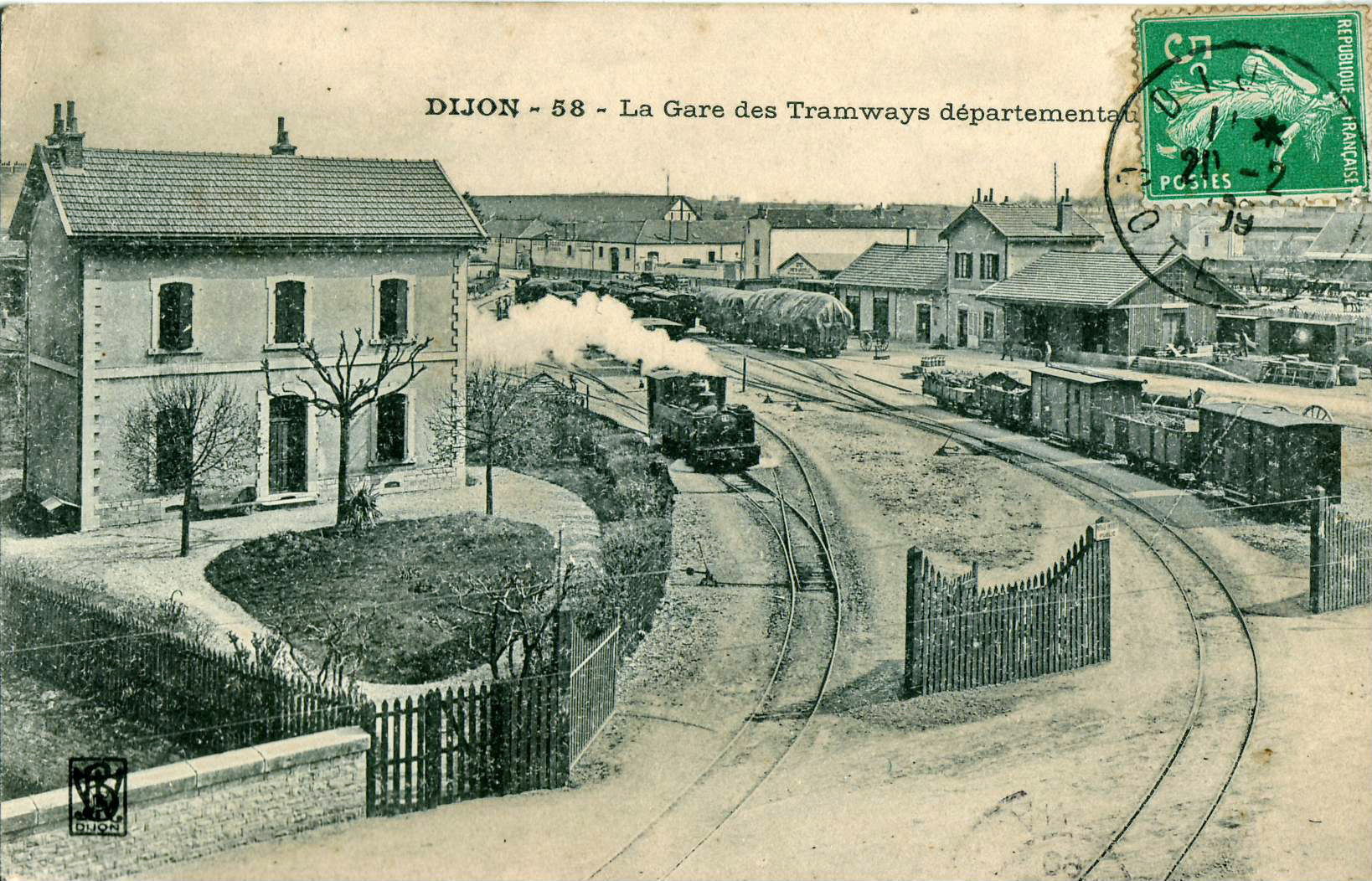
La gare des Chemins de fer départementaux de la Côte d'Or à Dijon, alors exploitée par la Compagnie des chemins de fer du Sud de la France

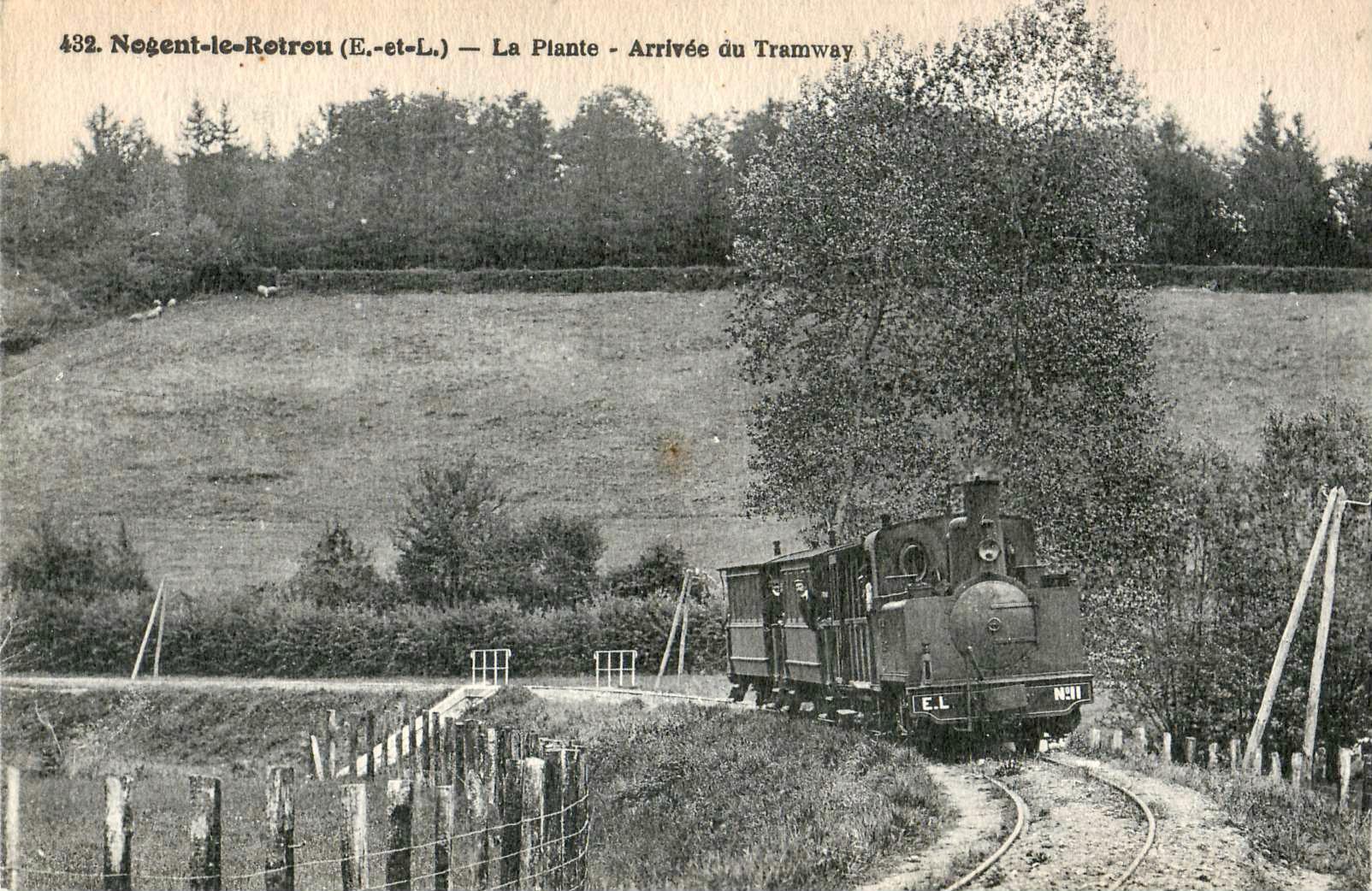
Un train des Tramways d'Eure-et-Loir près de Nogent-le-Rotrou

La notion de voie ferrée d’intérêt local naquit à l'initiative du préfet du Bas-Rhin, Jean-Baptiste Migneret, département où les premiers chemins de fer d'intérêt local virent le jour en 1859 à partir des dispositions de la loi du 21 mai 1836 qui définissait les pouvoirs du préfet sur les chemins de grande communication. Suscitant l'envie des autres départements, ce mode de transport économique fit l'objet d'une enquête qui aboutit au vote de la loi du 12 juillet 1865. Cette dernière autorisait les départements et les communes à exécuter, soit eux-mêmes, soit par voie de concessions, avec le concours et sous le contrôle de l'État, des voies ferrées d'intérêt local. Une grande autonomie était accordée aux collectivités locales sur les plans technique et financier. De nombreux abus furent malheureusement commis : la loi, prévoyant des subventions étatiques au capital de premier établissement, encourageait la spéculation ; dans de multiples cas, les travaux commençaient avec cet apport, puis étaient abandonnés pour cause d'obstacles techniques.
L'État dut remettre bon ordre dans une situation anarchique et chargea en 1878, Charles de Freycinet, nouveau ministre des Travaux publics, de doter la France d'un ensemble de voies ferrées complet et cohérent en introduisant le rail, sinon dans chaque chef-lieu de canton, du moins dans des régions encore délaissées par le train. Charles de Freycinet déposa alors un projet comportant deux tableaux, connu sous le nom de Plan Freycinet :
- le tableau A, officialisé par la loi du 17 juillet 1879, comprenant les lignes d'intérêt général à construire par les grands réseaux (Nord, Ouest, Paris-Orléans, Est, Midi, Paris-Lyon-Méditerranée ou quelques sociétés de moindre importance)[2].
- le tableau B, jamais promulgué, dressant la liste des lignes d'intérêt local concédées en vertu de la loi du 12 juillet 1865 et à intégrer dans le réseau d'intérêt général. Ces dispositions ne réglaient en rien le problème des itinéraires projetés ou souhaités par les départements et destinés à assurer des relations de second ordre[2].

### Développement et disparition rapide

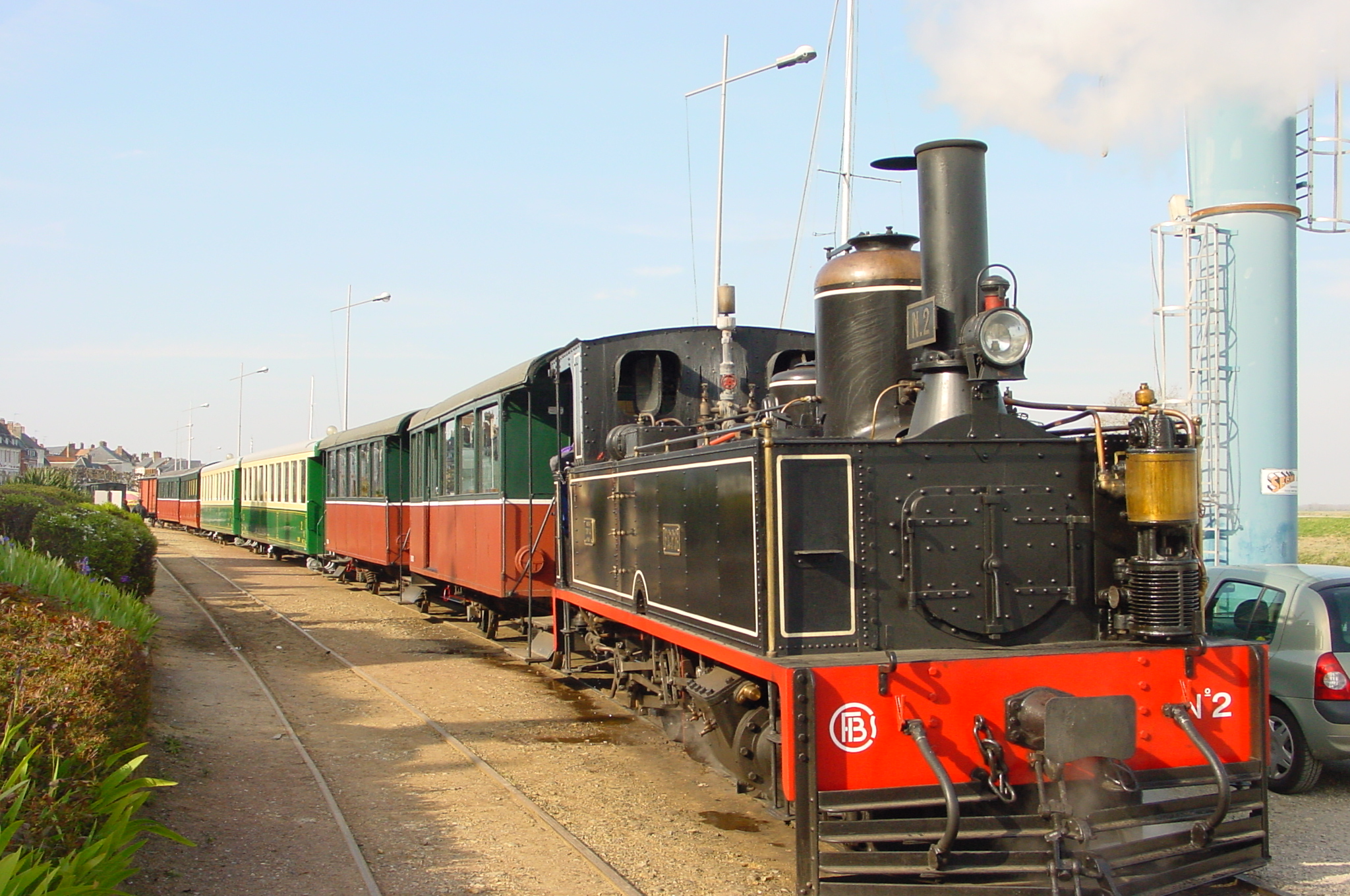
Le Chemin de fer de la baie de Somme est toujours en activité aujourd'hui grâce à sa reconversion en Chemin de fer touristique

Pour donner une impulsion nouvelle à l'établissement de chemins de fer d'intérêt local, il fut nécessaire d'édicter une nouvelle loi clarifiant la situation. Celle-ci fut votée le 11 juin 1880 et apporta un correctif au concours de l'État, avec une garantie d'intérêt accordée sous certaines conditions, pour voir les abus cesser ainsi que pour régulariser la concurrence avec les chemins de fer d'intérêt général.

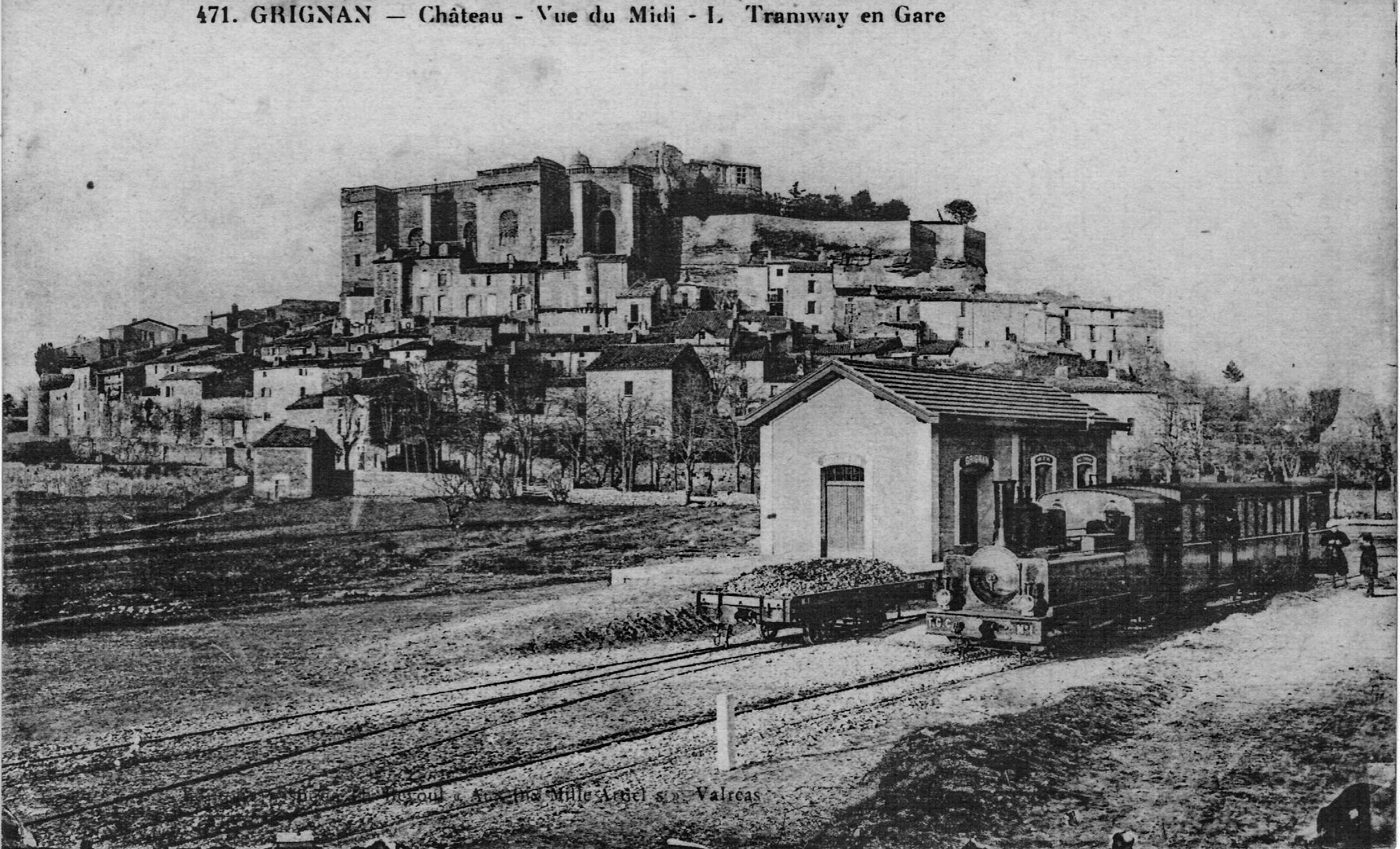
La Compagnie du Chemin de fer Taulignan-Grignan-Chamaret (TGC) exploitait un chemin de fer rural, dont la station de Grignan ne comprenait qu'un petit bâtiment servant à la fois aux voyageurs et de halle aux marchandises.
Le convoi n'était constitué, ce jour-là, que par une unique voiture tractée par une locomotive à vapeur : Après la Première Guerre mondiale, la mise en service d'autorails, dont la capacité était souvent adaptée à la faiblesse du trafic, permit de limiter les déficits d'exploitation

Les voies ferrées secondaires connurent alors un développement spectaculaire, la longueur des réseaux départementaux passant de 2 187 kilomètres en 1880 à 17 653 km en 1913. Cet accroissement conduisant à une certaine anarchie, de nouveau il s'avéra indispensable de modifier la législation et de regrouper sous un vocable unique les chemins de fer d'intérêt local établis en site propre et les tramways dont les voies couraient sur les accotements des rues et des routes. Ce fut l'œuvre de la loi du 31 juillet 1913, qui les désignait sous le nom de voies ferrées d'intérêt local (V.F.I.L.) et établissait une nouvelle classification plus logique, distinguant chemins de fer et tramways urbains. La période de l'entre-deux-guerres vit de nouvelles lois (1er octobre 1926, 17 avril 1927 par exemple) qui, par leurs mesures de décentralisation et de simplification administrative, essayaient de résoudre les difficultés financières de compagnies fermant déjà leurs lignes et les remplaçant fréquemment par des services routiers.
Si le développement des V.F.I.L. fut rapide, leur histoire fut très brève, deux ou trois générations seulement les ont connues en activité. Après que les différents réseaux eurent atteints, en 1928, leur extension maximale (20 291 km), de nombreuses lignes fermèrent avant la Seconde Guerre mondiale, victimes de la concurrence routière et de leur lenteur et par application de la politique de coordination des transports. Celles qui avaient réussi à survivre durent cesser leur activité, peu de temps après le conflit, au début des années 1950. Très peu d'itinéraires ont perduré jusqu'à nos jours, parfois une exploitation à vocation touristique a pu leur permettre de continuer d'exister (Chemin de fer de la baie de Somme).
Le développement des chemins de fer secondaires apparut à la même époque partout en Europe. En Belgique, les « chemins de fer vicinaux » furent créés pour répondre aux mêmes besoins avec des infrastructures et du matériel roulant semblables, mais connurent une évolution relativement différente pour diverses raisons (construction par une société publique nationale unique, densité de population élevée, majorité de lignes interconnectées, électrification partielle...) et un développement culminant vers 1950.

## Construction et exploitation à l'économie

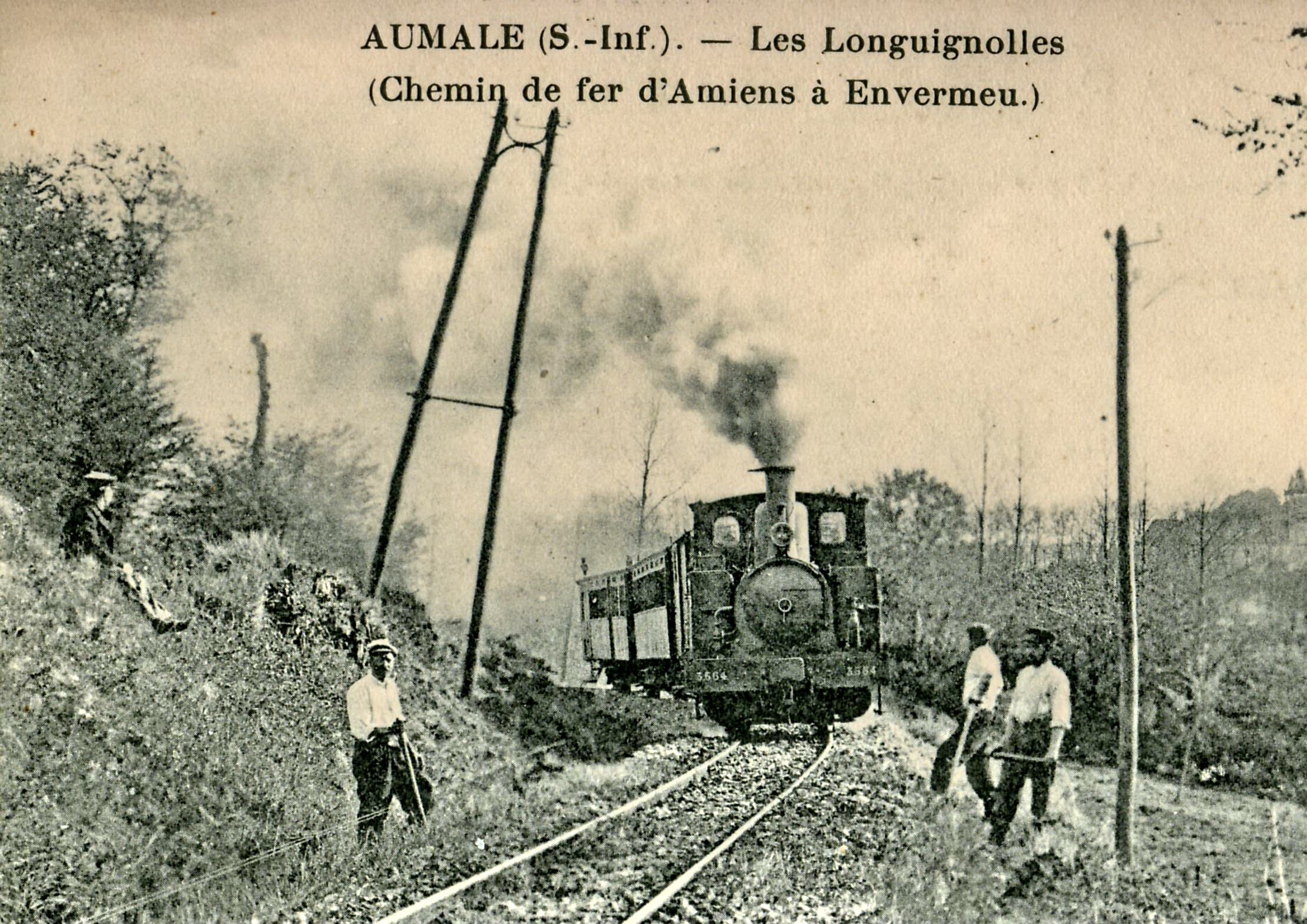
Sur la ligne Amiens-Aumale-Envermeu dans la Somme et en Seine-Inférieure, la voie était à écartement métrique

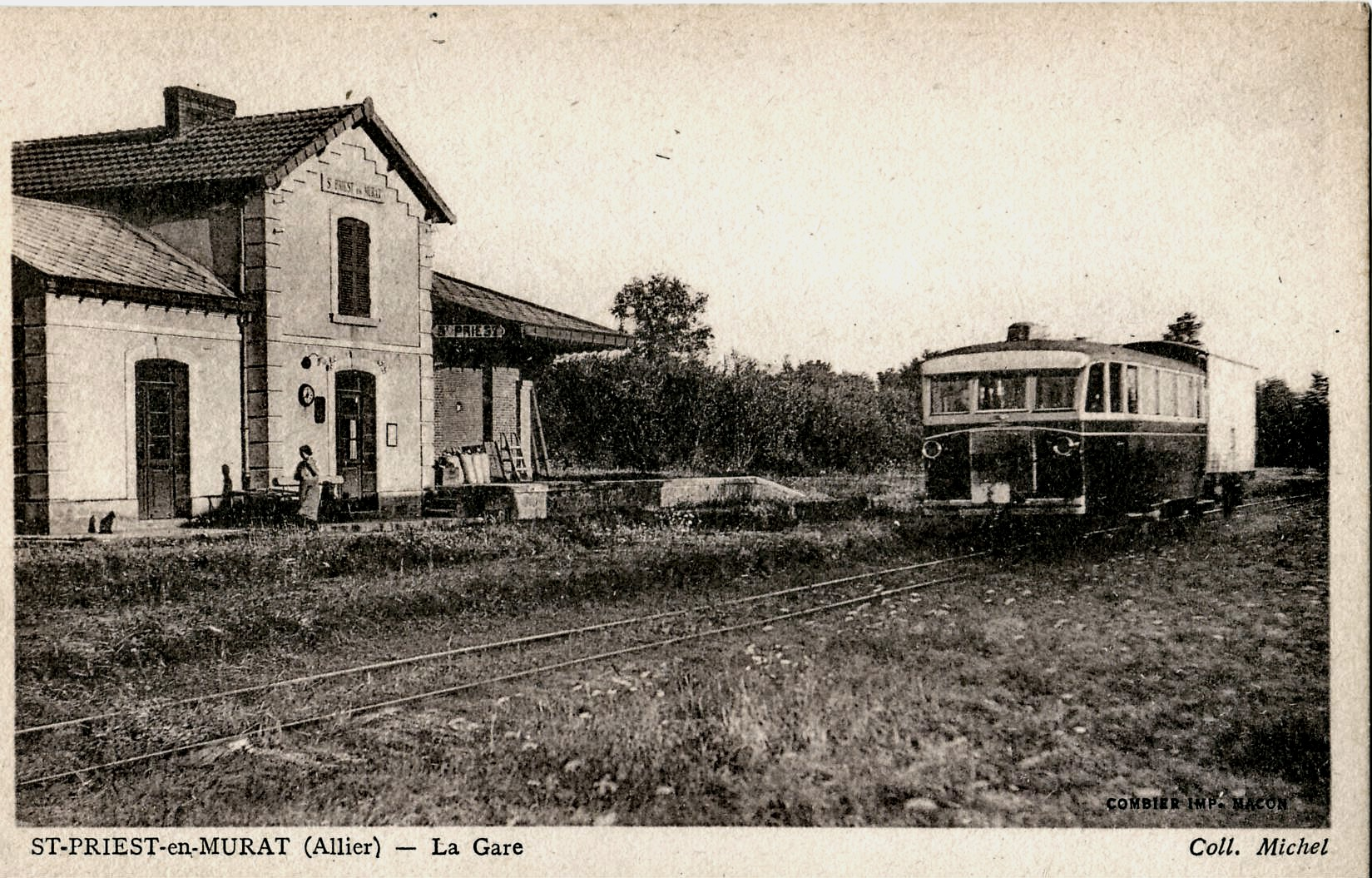
Afin de faire des économies et résister à la concurrence routière, de nombreux réseaux substituèrent des autorails aux rames tractées par des locomotives à vapeur.
Cette rame du Réseau de l'Allier n'est constituée que par un autorail de petite capacité tractant un fourgon à bagages

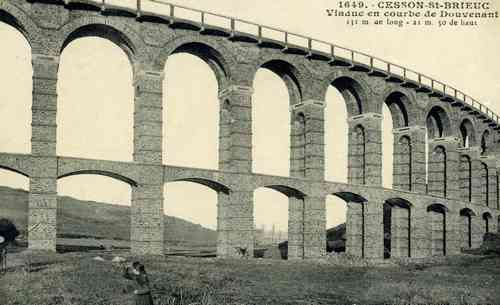
Si la plupart des lignes étaient dépourvues d'ouvrages d'art, certaines réalisations furent remarquables
Ici, le viaduc de Douvenant au début du XX, sur les Chemins de fer des Côtes-du-Nord.

Sur les voies secondaires, tout était conçu dans le but de réaliser des économies, ce qui n'était pas pour autant synonyme de malfaçons et de médiocrité.
La voie était généralement étroite, l'écartement de 0,60 m sur quelques lignes (réseau du Calvados), majoritairement de 1 mètre ce qui permettait des courbes plus serrées comme ce fut le cas le plus fréquent (réseau des Côtes-du-Nord, Chemins de fer départementaux de la Somme, Chemins de fer de la Corse...). Parfois, quand la nécessité l'exigeait, par exemple pour une voie affluente d'un grand chemin de fer, l'écartement normal de 1,435 m. était adopté (l'antenne de Montérolier-Buchy à Saint-Saëns en Seine-Inférieure). Pour des raisons financières, la voie épousait au maximum le terrain, les déclivités pouvaient alors atteindre 45 à 50 ‰ alors qu'elles ne dépassaient guère 25 ‰ sur les lignes classiques, exception faite de quelques tronçons montagneux. Les courbes étaient susceptibles de voir leur rayon s'abaisser à 30 mètres. Les rails utilisés demeuraient très légers ; généralement du type Vignole, leur poids au mètre oscillait entre 9 et 35 kg en fonction de l'écartement. Dans de nombreux cas, la ligne était implantée en accotement des routes, ce qui permettait de réduire les acquisitions foncières, et, surtout, limitait le nombre des ouvrages d'art (ponts et tunnels). En contrepartie de ces mesures, la vitesse maximale autorisée sur la ligne était faible, généralement inférieure à 30 km/h, et souvent d'un homme au pas dans la traversée des villages.
La signalisation était elle-même réduite au minimum en raison du faible nombre de circulations (généralement 6 par jour pour les voyageurs et quelques trains irréguliers de marchandises par semaine avant la Première Guerre mondiale, moins après 1914). Les passages à niveau se signalaient à l'attention des usagers par le simple panneau « Attention au train », auquel vint s'adjoindre, à partir des années 1930, la croix de saint André ; pas de barrières sauf exception. Les gares, construites dans un même style, étaient de faibles dimensions : un petit bâtiment-voyageurs et, accolée à celui-ci, une modeste halle à marchandises dotée d'un quai haut suffisaient pour la desserte des localités les plus peuplées. Un abri ou un simple poteau marquaient l'emplacement des haltes ou des arrêts.

## De petits trains
Le matériel moteur et remorqué possédait également cet aspect de modèle réduit si on le comparait à celui des grands réseaux. Les locomotives souvent tenders, dotées généralement de trois essieux accompagnés ou non d'un bissel avant ou arrière, s'avéraient légères (de 8 à 25 tonnes de poids moyen). Plus tard, les automotrices à essence ou à huile lourde présentèrent l'aspect de véritables autobus sur rails. De façon générale, les machines remorquaient des convois de faible longueur, composés au maximum d'une dizaine de voitures ou wagons (souvent nettement moins) de faibles gabarits et dimensions.
Le trafic s'effectuait sur de courtes distances, quelques dizaines de kilomètres, parcourues à une vitesse commerciale inférieure à 20 km/h. La lenteur, le confort très rudimentaire de ces chemins de fer secondaires sont passés dans la légende populaire. Combien d'anecdotes ont relaté des épisodes savoureux, les passagers descendant du train pour pousser le convoi resté en détresse dans une forte rampe, les gamins qui sautent en marche des voitures pour courir auprès de la machine essoufflée. Leurs utilisateurs leur donnèrent les noms familiers de tortillards, tacots...